# Hydrozetes laccosis
Hydrozetes laccosis är en kvalsterart som beskrevs av Tyler A. Woolley 1969. Hydrozetes laccosis ingår i släktet Hydrozetes och familjen Hydrozetidae. Inga underarter finns listade i Catalogue of Life.